# Momondo
momondo ist eine kostenlose Reisesuchmaschine, die in über 35 Ländern weltweit verfügbar ist und es ihren Usern ermöglicht, Millionen Preise für Flüge, Hotels und Mietwagen zu vergleichen. Nach der erfolgreichen Markteinführung in Deutschland im Jahr 2008 wurde die Website 2014 auch in Österreich und in der Schweiz herausgebracht.
momondo verkauft nichts; stattdessen bietet es einen Überblick über alle zu diesem Zeitpunkt verfügbaren Preise und leitet die Nutzer auf Partner-Websites weiter, um dort den Buchungsprozess zu beenden.
Zusätzlich zur Suchmaschinen-Technologie stellt momondo auch Reisetipps und inspirierende Inhalte über den Blog bereit.

## Geschichte
momondo wurde im Jahr 2006 in Dänemark gegründet und hat seinen Hauptsitz in Kopenhagen. Nach Stand 2016 hat das Unternehmen mehr als 200 Mitarbeiter mit über 40 Nationalitäten.
Bei der Gründung im September 2006 war momondo eine reine Flug-Suchmaschine. Im Oktober 2007 wurde die Seite im Rahmen eines Relaunchs um die Inspirationsseite, einen Reise-Blog, erweitert. 2009 hat das Unternehmen eine Serie an Reiseführern herausgebracht, die später zu der App momondo places wurden. Seither besitzt momondo auch Suchmaschinen für Hotels und Mietwagen.
Im April 2011 wurden momondo und Skygate, die damalige Muttergesellschaft, von der britisch-amerikanischen Reisesuchmaschine Cheapflights Media Ltd (jetzt Momondo Group Ltd) übernommen; momondo agiert jedoch weiterhin als unabhängige Tochtergesellschaft.
2014 hat die Momondo Group einen Großteil der Anteile an den amerikanischen Private-Equity-Fonds Great Hill Partners verkauft.
Im Mai 2016 wurde gemeldet, dass die Momondo Group im ersten Quartal 30 Millionen US-Dollar Umsatz gemacht hat und dass 60 % des Umsatzes von momondo kamen.
Am 8. Februar 2017 wurde bekannt, dass Momondo für 550 Millionen US-Dollar von The Priceline Group übernommen wird.

## Auszeichnungen
2010 hat Travel + Leisure momondo zur besten Reise-Website, um Billigflugpreise zu finden, erklärt.
Frommer’s hat momondo auf den ersten Platz in der Reiseführerliste „Die 10 besten Flugpreis-Suchmaschinen“ gewählt.
Bei den Travolution Awards wurde momondo 2014 und 2015 als beste Meta-Suchmaschine ausgezeichnet.
momondo wurde bereits weltweit in verschiedenen Medien genannt: in einem Feature zum Thema „Top Reise-Websites, um dein nächstes Abenteuer zu planen“ im Forbes-Magazin wurde momondo als „eine der besten Reisewebsites zum Finden von Reisedeals mit der intuitivsten Meta-Suchmaschine“ genannt, und The New York Times lobte die Site für ihre Fähigkeit, „Flugkombinationen zu finden, die nirgendwo anders zu finden sind“.